# Oligodon erythrogaster
Espèce
Oligodon erythrogaster est une espèce de serpent de la famille des Colubridae.

## Répartition
Cette espèce se rencontre du centre du Népal jusqu'à l’État du Sikkim en Inde.

## Description
Dans sa description Boulenger indique que le spécimen en sa possession a le dos brun pâle et les flancs gris et présente une ligne longitudinale jaunâtre. Sa face ventrale est rouge vermillon au centre devenant blanc sur les côtés.

## Étymologie
Son nom d'espèce, du grec ἐρυθρός, érytrhos, « rouge », et γαστήρ, gaster, « ventre », lui a été donné en référence à sa livrée.

## Publication originale
- Boulenger, 1907 : Description of a New Snake from Nepal. Records of the Indian Museum, vol. 1, p. 217 (texte intégral).